# Кеті Гессел
Ке́ті Ге́ссел (англ. Katy Hessel) — британська історикиня мистецтва, телеведуча, письменниця та кураторка, яка мешкає в Лондоні, та авторка книжки, присвяченої жінкам-мисткиням.

## Дитинство та освіта
Гессел народилася та виросла в Лондоні. Навчалася у Вестмінстерській школі. Вивчала історію мистецтв в Університетському коледжі Лондона.

## Життя та робота
Вона пише на тему жінок-мисткинь для різних видань. Написала сценарій та презентувала документальні фільми BBC про мистецтво «Артемізія Джентилескі» (2020) та «Мистецтво на BBC: Моне» (2022). Була ведучою передачі Dior Talks: Feminist Art. Гессел веде обліковий запис Great Women Artists в Instagram, а 2019 року створила подкаст з однойменною назвою, в якому бере інтерв'ю в мистецтвознавців, арткураторів, письменниць та любителів мистецтва про жінок-мисткинь, а також спілкується з жінками-мисткинями про їхню роботу та кар'єру. У вересні 2022 року вона видала книжку «Історія мистецтва без чоловіків» — 500-річний огляд мистецтва, створеного жінками, з 1500-х по 2020-ті роки, яка здобула нагороду «Книга року Watersones» 2022 року. Її роботу критикували за недостатнє визнання феміністичних досліджень у галузі історії мистецтва. 2022 року вона стала кураторкою-попечителькою Чарльстона.

## Нагороди
- 2021: Forbes 30 Under 30 у сфері мистецтва та культури[18]
- 2022: Переможець у номінації «Книга року» за версією Waterstones за «Історію мистецтва без чоловіків»[19]

## Публікації
- Hessel, Katy (2022). The Story of Art Without Men. London: Penguin Group. ISBN 9781529151145.[20][21]

## Переклади українською
2024 року у видавництві «ArtHuss» вийшов український переклад книжки «Історія мистецтва без чоловіків». Перекладачка — Валерія Колодій.

### Рецензії українською
- Катерина Рубан. Як «Історія мистецтва без чоловіків» Кеті Гессел змінює нашу оптику. 2025-06-23
- Біографія Гессель на сайті «Великі жінки-художниці»
- Кеті Гессел  у соцмережі «Instagram»